# Mark Girouard

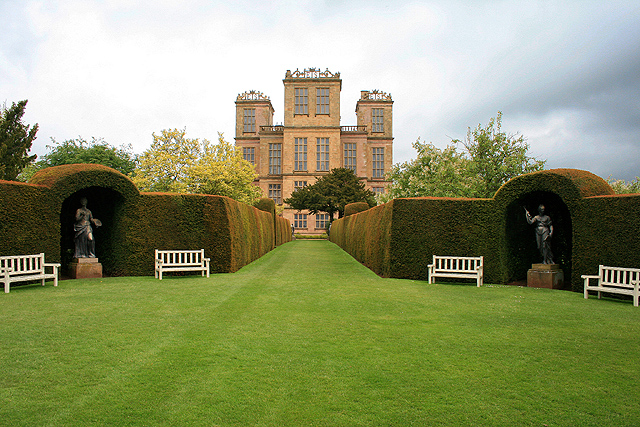
Hardwick Hall, en Derbyshire. Fue objeto de un estudio pionero de Girouard sobre su arquitecto, Robert Smythson.

Mark Girouard (7 de octubre de 1931 – 16 de agosto de 2022) fue un historiador de la arquitectura británico. Se le considera autoridad en el tema de las country houses y la arquitectura de las épocas isabelina y victoriana.

## Vida y carrera
Era nieto de Henry Beresford, VI marqués de Waterford, por parte de su madre, Blanche Girouard.
Se educó en el Ampleforth College y estudió Classics en el colegio Christ Church de la Universidad de Oxford. Trabajó para la revista Country Life entre 1958 y 1967, primero escribiendo sobre arquitectura y, desde 1964, como editor de arquitectura. Fue Slade Professor of Fine Art de 1975 a 1976. Fue nombrado miembro de la Society of Antiquaries of London en 1987 y de la Royal Society of Literature en 2011. Perteneció a la junta directiva de The Architecture Foundation entre 1992 y 1999, y fue primer secretario en la fundación del Spitalfields Historic Buildings Trust.
Su Life in the English Country House ganó el Duff Cooper Memorial Prize de 1978, y el WH Smith Literary Award de 1979.
National Life Stories realizó una entrevista de historia oral (C467/92) con Girouard en 2009 para su colección de "vidas de arquitectos" de la British Library.
Fotografías tomadas por Girouard se conservan en la Conway Library of Art and Architecture del Courtauld Institute of Art de Londres, donde se digitalizan.

## Familia
Girouard se casó con la artista Dorothy Girouard, con la que vivió en Notting Hill Gate (Londres). Tuvieron una hija, la escritora Blanche Girouard.
Girouard escribió acerca de su conexión ancestral con Saul Solomon, un pionero político liberal y empresario de la colonia de El Cabo y con su esposa Georgiana Solomon, que fue sufragista y activista social. Girouard descendía del hermano de Saul, Edward, nacido en 1820 en la isla de Santa Elena, que pasó 18 años trabajando en Sudáfrica con el pueblo griqua y el pueblo sotho en Sudáfrica par la London Missionary Society.